# Solomon Moldovan
Solomon (Semion) Moldovan (în rusă Соломон Израилевич Молдован, transliterat: Solomon Izraelevici Moldovan; n. 26 octombrie 1918, Chișinău, România – d. 10 iunie 2006, New York City, New York, SUA) a fost un evreu basarabean, jurnalist, scenarist și traducător sovietic moldovean.

## Biografie
S-a născut în 1918 la Chișinău, pe atunci în România interbelică, într-o familie medicală ereditară. A studiat la gimnaziul românesc din oraș. În anii 1940-1941 a lucrat la TASS, iar în 1941-1942 a slujit într-un batalion de construcții, în 1943-1944 a predat la o școală.
În 1953 a absolvit Institutul Pedagogic de Stat din Chișinău. A fost redactor-șef al ATEM (filiala moldovenească a TASS, 1944-1973).
În 1958, împreună cu Oleg Pavlovschi, a scris scenariul pentru primul lungmetraj al studioului de film Moldova-film, „Atamanul Codrilor” (Атаман Кодр), apoi scenariile pentru o serie de filme documentare și de televiziune. A tradus lucrări din „moldovenească” în rusă, printre care cărțile lui Daniel Șehter: „Scrum fierbinte” (Literatura artistică, 1978) și „Sub constelația Săgetătorului” (Literatura artistică, 1984). În 1978 a publicat povestea „Kavus”.
A emigrat în Israel, de acolo în SUA, unde a publicat cartea The Dreamer's Adventures (basme pentru adulți, New York: Effect Pub. Inc., 1998).

## Filmografie
- 1958: Атаман Кодр („Atamanul Codrilor”)
- 1964: Беспокойное наследство („Moștenire zbuciumată”)
- 1968: Свет далёких звёзд („Lumina stelelor îndepărtate”, documentar)
- 1971: Мой голос для тебя („Vocea mea este pentru tine”; „Maria Bieșu”, film muzical de televiziune, regizor Mihail Goler)
- 1972: Песня дружбы („Cântec de prietenie”, film documentar)
- 1972: Молдавские эскизы („Schițe moldovenești”, film documentar)
- 1972: Советская Молдавия („Moldova sovietică”, film documentar)
- 1973: Приетения („Prietenia”, film documentar)
- 1973: Край Белого аиста („Marginea barzei albe”, film televizat, TV Bratislava)
- 1973: Парторг (film documentar, regizor Mihail Goler)
- 1974: Молдавия — возраст зрелости („Moldova — vârsta maturității”, film documentar)
- 1976: Ориентиры времени („Reperele timpului”, film documentar)